# Андараи
Андараи (порт. Andaraí)  —  муниципалитет в Бразилии, входит в штат Баия. Составная часть мезорегиона Юго-центральная часть штата Баия. Входит в экономико-статистический микрорегион Сеабра. Население составляет 13 592 человека на 2006 год. Занимает площадь 1895,162 км². Плотность населения — 7,2 чел./км².

## Статистика
- Валовой внутренний продукт на 2003 год составляет 23 361 538,00 реалов (данные: Бразильский институт географии и статистики).
- Валовой внутренний продукт на душу населения на 2003 год составляет 1701,99 реал (данные: Бразильский институт географии и статистики).
- Индекс развития человеческого потенциала на 2000 год составляет 0,569 (данные: Программа развития ООН).